# Херсифрон
Херсифрон (др.-греч. Χερσίφρων) — древнегреческий зодчий VI века до н. э., родом из Кносса на Крите.

## Детали биографии
О биографии Херсифрона сохранились лишь отрывочные сведения. Около 560 года до н. э. он начал вместе с сыном Метагеном (др.-греч. Μεταγένης) постройку знаменитого храма Артемиды в Эфесе, оконченную только около 380 года до н. э. архитекторами Деметрием и Пеонием. Это был один из величайших греческих храмов — обширный диптер ионического ордера. Это здание, которое древние считали одним из семи чудес света, было сожжено Геростратом в 356 году до н. э.

## Вклад в архитектуру
Помимо проекта грандиозного храма Витрувий приписывает Херсифрону изобретение остроумного способа доставки огромных колонн из каменоломен по немощёным дорогам, в котором применялся принцип качения: вставленные на металлических штырях в специальную деревянную раму, колонны свободно катились, перемещаемые упряжкой волов.
Плиний Старший восхищается инженерным решением, позволившим поднять на такую большую высоту тяжёлые архитравы, для чего использовалось самое простое средство — мешки с песком. Однако огромную сложность представляла правильная установка притолоки над входом в храм — задача казалась неразрешимой, и в отчаянии архитектор стал подумывать о самоубийстве. Плиний передаёт легенду о том, что во сне Херсифрону явилась сама Артемида, которая призвала его жить, потому что сама поставила тяжёлый камень в нужное положение. Наутро выяснилось, что притолока встала на место под собственным весом.

### Первичные источники
- Марк Витрувий Поллион. Десять книг об архитектуре, III, 2, 7; VII, praef., 16; X, 2, 11—12.
- Плиний Старший. Естественная история, VII, 37; XXXVI, 21.
- Страбон. География, XIV, 2.

### Вторичные источники
- Херсифрон // Энциклопедический словарь Брокгауза и Ефрона : в 86 т. (82 т. и 4 доп.). — СПб., 1890—1907.
- Херсифрон (англ.). — в Smith's Dictionary of Greek and Roman Biography and Mythology.